# De Oosterwierumer Oudvaart
De Oosterwierumer Oudvaart was een klein waterschap in de gemeenten Baarderadeel en Hennaarderadeel in de Nederlandse provincie Friesland.
Het doel van het waterschap was een beter co-ordinatie van het bemalen van de polders rond de Oosterwierumer Oudvaart en de dorpen Mantgum en Bozum.
Het gebied van het voormalige waterschap maakt sinds 2004 deel uit van het Wetterskip Fryslân.